# Brumovice (Distrito de Břeclav)
Brumovice (Moravia meridionale) é uma comuna checa localizada na região de Morávia do Sul, distrito de Břeclav.